# Леукокринум
Леукокри́нум (лат. Leucocrinum) — монотипный род растений семейства Спаржевые (Asparagaceae). Включает единственный вид: Леукокри́нум го́рный (Leucocrinum montanum).

## Ботаническое описание

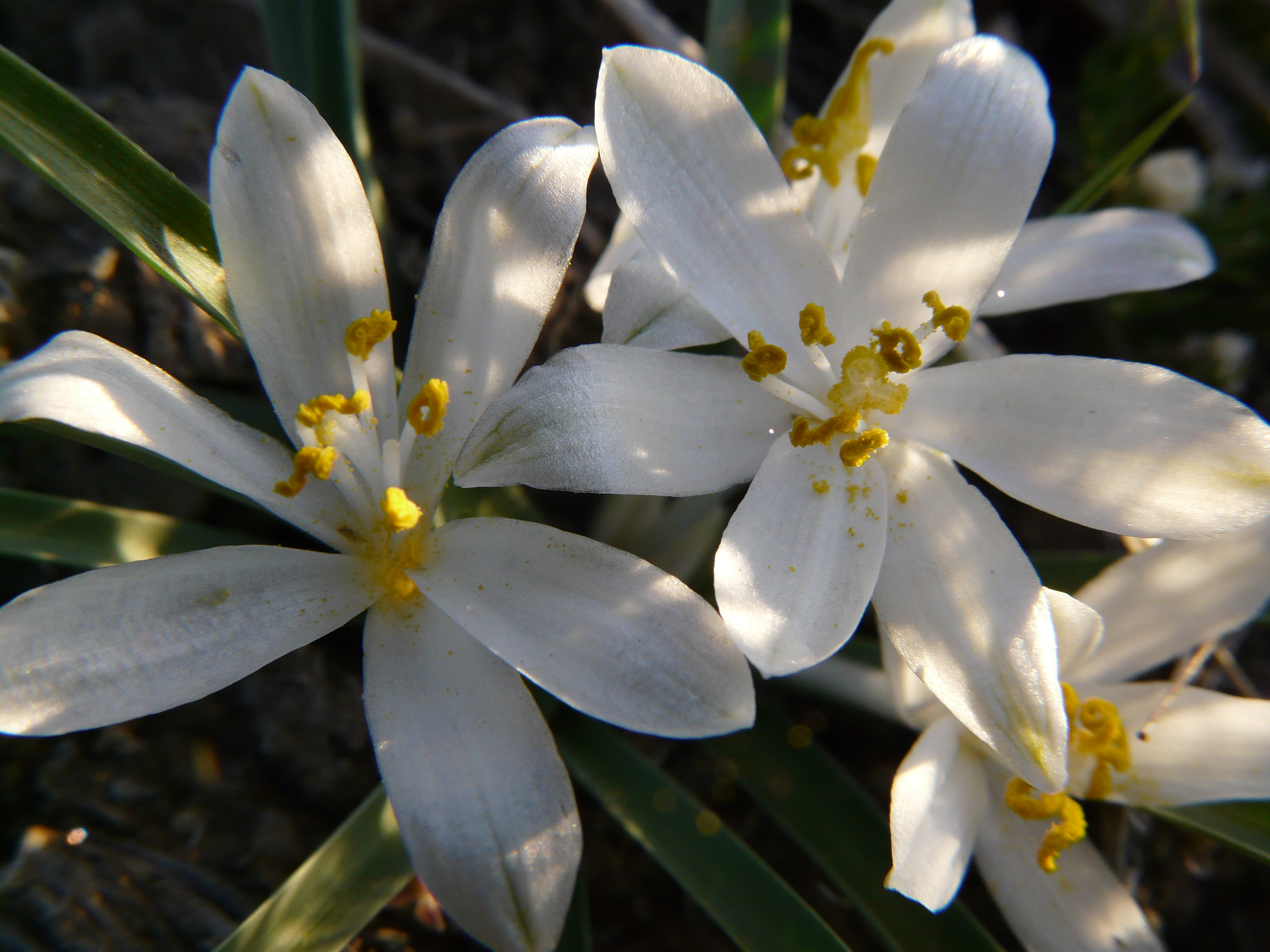
Цветки

Многолетнее травянистое растение высотой до 0,2 м. Цветение в конце весны — начале лета. Цветки обоеполые. Сначала весной из розетки листьев, более напоминающих пучок травы, поднимаются восковато-белые цветки. Затем в середине лета надземная часть растения отмирает, а оставшаяся под землёй его часть переживает самый жаркий период в состоянии покоя. В отличие от настоящих лилий, у леукокринума вместо луковицы имеется сочное пальцевидное корневище. 

## Распространение
Встречается на западе Соединённых Штатов Америки.

## Хозяйственное значение и применение
Может быть использован в качестве декоративного растения.